# Świerszczów-Kolonia
Świerszczów-Kolonia – kolonia w Polsce położona w województwie lubelskim, w powiecie łęczyńskim, w gminie Cyców.
| SIMC    | Nazwa    | Rodzaj     |
| ------- | -------- | ---------- |
| 0102232 | Goły Bór | przysiółek |
| 1021205 | Za Borem | przysiółek |

W latach 1975–1998 miejscowość administracyjnie należała do województwa chełmskiego.
Wieś stanowi sołectwo gminy Cyców. Według Narodowego Spisu Powszechnego z roku 2011 wieś liczyła 206 mieszkańców.